# Họ Cá tuyết
Họ Cá tuyết (danh pháp khoa học: Gadidae) là một họ cá biển, thuộc về bộ Cá tuyết (Gadiformes). Nó bao gồm khoảng 12 chi với 22-24 loài cá tuyết, cá êfin, whiting và cá pôlăc (cá minh thái). Một vài dạng cá khác đã từng có thời được đưa vào họ này, nhưng đã bị loại ra để chuyển sang các họ khác; ngược lại, họ Ranicipitidae hiện nay chỉ được coi là một phần của họ Gadidae (với một loài duy nhất là Raniceps raninus).
Khu vực phân bổ của họ này là các đại dương như Bắc Băng Dương, miền bắc Đại Tây Dương và Thái Bình Dương, trong các vùng nước ven Bắc cực và ôn đới. Họ này đứng thứ hai sau họ Cá trích (Clupeidae) về sản lượng cá biển bị đánh bắt trên toàn thế giới.

## Đặc điểm
Các loài cá trong họ này có 3 vây lưng và 2 vây hậu môn, vây lưng thứ nhất ngay phía sau đầu. Các vây không có gai. Các xương chậu phía trước vây ức. Răng có trên xương lá mía. Thông thường có râu. Kích thước dài tối đa là gần 2 m ở cá tuyết Đại Tây Dương. Phần lớn các loài là sinh vật sống đáy (ăn chìm), chủ yếu ăn các loại cá nhỏ và động vật không có xương sống. Một vài loài thích sống thành bầy và có khả năng di cư xa.

## Các chi
- Arctogadus: Cá tuyết Bắc Cực
- Boreogadus: Cá tuyết vùng cực
- Eleginus
- Gadiculus
- Gadus
- Melanogrammus
- Merlangius (đồng nghĩa: Odontogadus)
- Microgadus
- Micromesistius
- Pollachius
- Raniceps
- Therargra
- Trisopterus
- Urophycis? (có lẽ thuộc về họ Phycidae)

## Các chi đã chuyển
Các chi đã chuyển hiện nay thuộc họ Lotidae, bao gồm:
- Brosme
- Gaidropsarus
- Lota
- Molva